# Lista de memoriais nacionais dos Estados Unidos

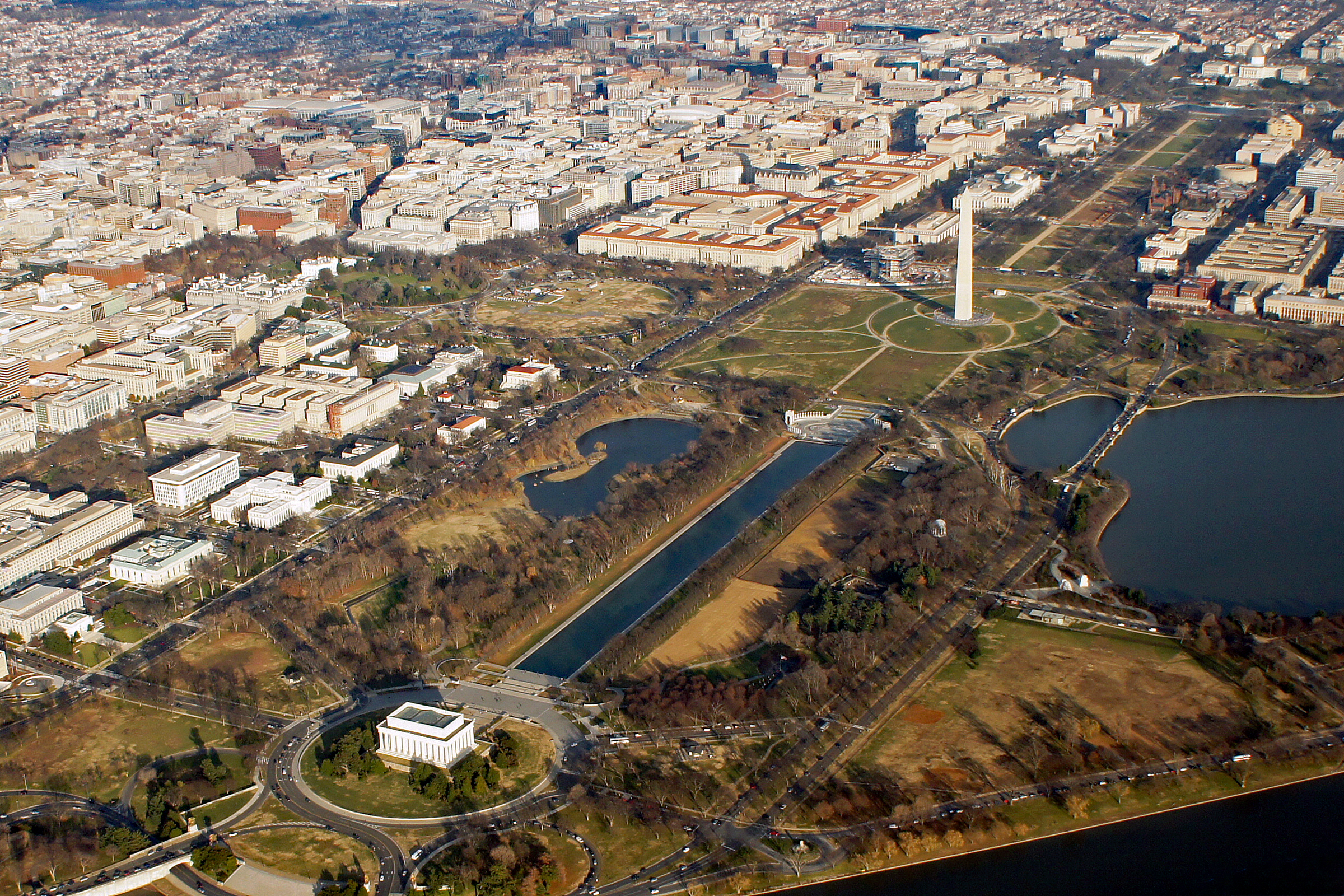
O National Mall, em Washington, D.C., concentra 9 Memoriais Nacionais dos Estados Unidos.

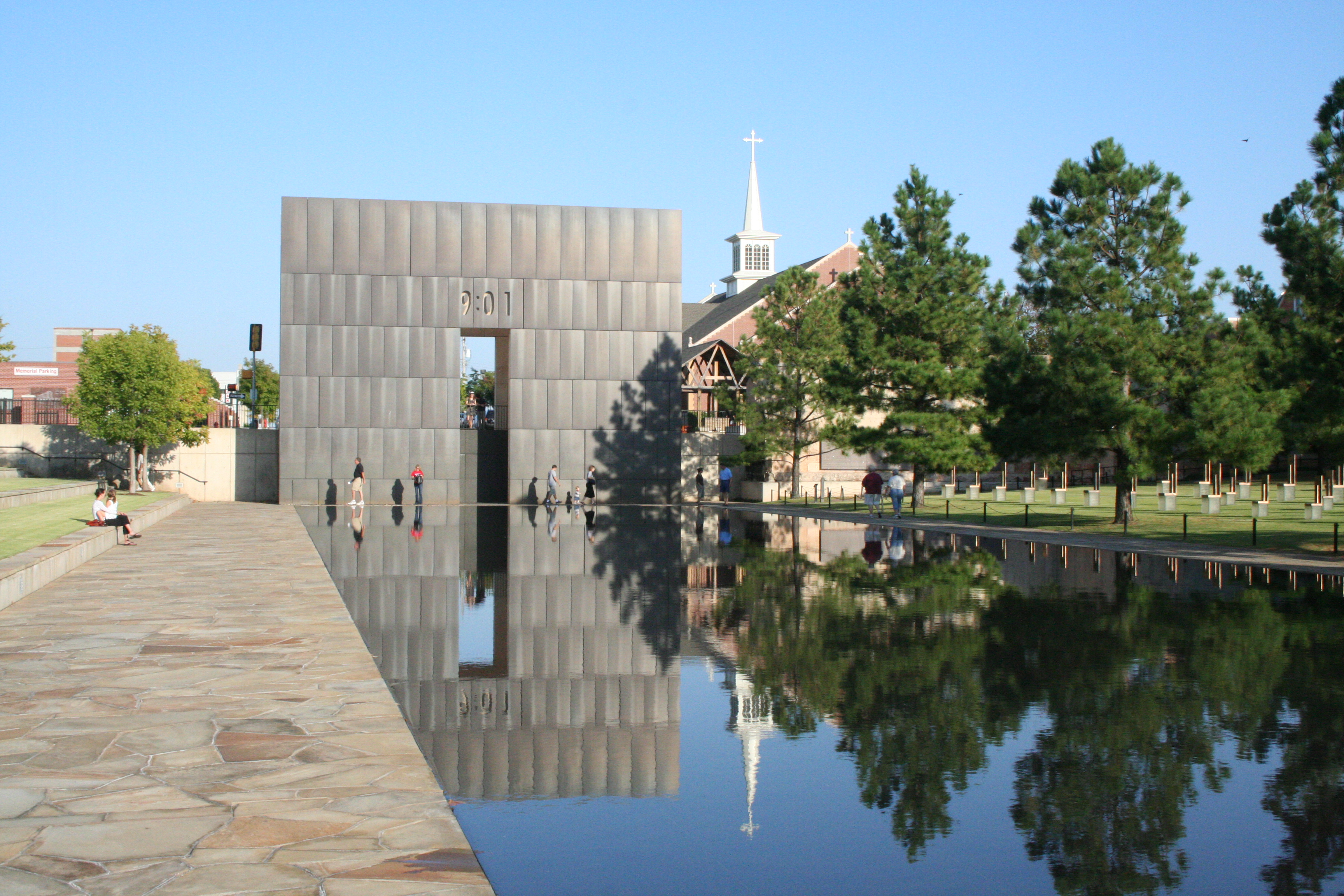
O Memorial Nacional de Oklahoma City, dedicado em 2000, é operado como uma "Área afiliada" do Serviço Nacional de Parques.

Um Memorial Nacional (National Memorial, em inglês) é uma classificação do Governo dos Estados Unidos para uma área protegida ou edificação tombada que atesta a memória de um evento histórico ou personalidade pública do país. Os memoriais nacionais dos Estados Unidos são administrados pelo Serviço Nacional de Parques (NPS), uma agência subordinada ao Departamento do Interior. O país possui 31 locais designados como Memoriais Nacionais além de outras cinco localidades conhecidas como "áreas afiliadas" e que são operadas por organizações independentes do governo. Ao longo da história, o Congresso dos Estados Unidos paralelamente designou outras 22 áreas independentes como memoriais nacionais. Os memoriais nacionais não se situam necessariamente no local diretamente relacionado ao tema comemorado e muitos deles não possuem o termo "Nacional" em sua nomenclatura oficial, como o Lincoln Memorial e a Arlington House. Há uma distinção prática na administração de algumas áreas designadas como Memoriais Nacionais, Monumentos Nacionais e Locais Históricos Nacionais e a caracterização de cada um destes espaços nem sempre condiz com sua nomenclatura oficial.
O primeiro Memorial Nacional estadunidense é o Monumento a Washington, cuja construção foi concluída em 1884 e transferido ao Serviço Nacional de Parques em 1933. O local mais recente a ser incluído na listagem oficial é o Memorial Dwight D. Eisenhower, também localizado na cidade de Washington, D.C. e inaugurado em 2020. Há casos em que uma área específica é desmembrada ou modificada pelo governo estadunidense para compor um Memorial Nacional, como é o caso do Memorial Nacional de Pearl Harbor que foi estabelecido em 2019 a partir da ampliação da área designada do Memorial do USS Arizona. O Serviço Nacional de Parques mantém memoriais nacionais em 15 Estados estadunidenses e no Distrito de Colúmbia. Com 12 memoriais nacionais, a capital nacional Washington, D.C. concentra a ampla maioria de locais, sendo seguida pelos estados de Pensilvânia e Nova Iorque que abrigam 3 memoriais nacionais, cada um deles. Quatro estados norte-americanos e as Ilhas Marianas do Norte abrigam as "áreas afiliadas" e há também outros monumentos administrados como memoriais nacionais localizados em dez estados e no Distrito de Colúmbia.

## Memoriais Nacionais dos Estados Unidos

### Memoriais Nacionais
O Serviço Nacional de Parques administra diretamente 31 áreas especificadas como Memoriais Nacionais e supervisiona outras duas unidades de memoriais como parte de suas áreas oficiais. Há ainda outras áreas adicionais, como o Monumento Nacional de Fort McHenry, que são intituladas como "Memorial Nacional" mas não possuem a designação oficial para tal e, portanto, não figuram no índice oficial da agência.
| Memorial                                         | Imagem | Localização                                   | Localização          | Designação              |
| Memorial                                         | Imagem | Localidade próxima                            | Estado               | Designação              |
| ------------------------------------------------ | --- | --------------------------------------------- | -------------------- | ----------------------- |
| Memorial Nacional Monumento a Washington         | Obelisco de granito branco cercado por parques e jardins | Washington, D.C. 38° 53′ 20″ N, 77° 02′ 06″ O | Distrito de Colúmbia | 1 de fevereiro de 1885  |
| Memorial Nacional Monumento a Washington         | O Monumento a Washington consiste em um grande obelisco de granito branco, localizado no centro do National Mall como um eixo de ligação focal entre o Lincoln Memorial, o Capitólio dos Estados Unidos e a Casa Branca, residência oficial do Presidente dos Estados Unidos. O monumento comemora o grande legado de George Washington, Comandante-general do Exército Continental que foi substancial em garantir a vitória dos estadunidenses na Guerra Revolucionária Americana e que, posteriormente, serviu como o primeiro presidente do país. A presidência de Washington estabeleceu as bases de diversas culturas tradições relacionadas à figura presidencial. O monumento possui 169 metros de altura e foi construído no final da década de 1840 como uma celebração coletiva ao legado de Washington.                                                |                                               |                      |                         |
| Memorial Nacional Lincoln Memorial               | Templo em mármore branco cercado de jardins e lagos | Washington, D.C. 38° 53′ 20″ N, 77° 03′ 00″ O | Distrito de Colúmbia | 30 de maio de 1922      |
| Memorial Nacional Lincoln Memorial               | O Lincoln Memorial consiste em um grande templo neoclássico com colunatas dóricas e escadarias e domina o cenário da extremidade oeste do National Mall, integrando o eixo focal deste trecho da cidade juntamente com o Monumento a Washington e o Capitólio dos Estados Unidos. Construído na década de 1920, o memorial abriga uma colossal estátua de Abraham Lincoln, presidente dos Estados Unidos durante a Guerra Civil Americana, e o interior é decorado por inscrições de seu último e mais notório discurso público, o Discurso de Gettysburg, sendo um dos locais mais visitados dos Estados Unidos. |                                               |                      |                         |
| Memorial Nacional Monte Rushmore                 | Rostos de pessoas esculpidas na rocha de uma montanha | Keystone 43° 52′ 44″ N, 103° 27′ 32″ O        | Dakota do Sul        | 1 de julho de 1939      |
| Memorial Nacional Monte Rushmore                 | O Monte Rushmore é resultado dos esforços artísticos de Gutzom Borglum em esculpir os rostos de quatro presidentes estadunidenses no topo de uma montanha das Colinas Negras de Dakota do Sul. A falta de maiores recursos financeiros no período da construção resultou na concepção de apenas os rostos dos presidentes Thomas Jefferson, George Washington, Abraham Lincoln e Theodore Roosevelt sobre um vale de floresta temperada. O entorno do monumento abriga uma fauna composta principalmente por cabras-das-rochosas (Oreamnos americanus), veados-mulas (Odocoileus hemionus) e marmotas-de-barriga-amarela (Marmota flaviventris) e inclui um conjunto de trilhas e locais para recreação. O Monte Rushmore é um dos locais mais emblemáticos da cultura estadunidense, sendo amplamente interpretado como um símbolo do poder presidencial do país. |                                               |                      |                         |
| Memorial Nacional Thomas Jefferson               | Templo hemicíclico com colunas brancas e frontão | Washington, D.C. 38° 52′ 52″ N, 77° 02′ 13″ O | Distrito de Colúmbia | 13 de abril de 1943     |
| Memorial Nacional Thomas Jefferson               | O Jefferson Memorial consiste em um templo em estilo neoclássico, inspirado na rotunda da Universidade da Virgínia situado nas margens da Tidal Basin, nas proximidades do National Mall. Thomas Jefferson foi um dos Pais Fundadores, a quem credita-se a elaboração da Declaração de Independência de 1776. Posteriormente, Jefferson serviu como Secretário de Estado e assumiu a presidência do país entre 1801 e 1809. Considerado um dos principais intelectuais de sua geração, Jefferson defendeu conceitos democráticas, como liberdades individuais e direitos de cidadania, que contribuíram para a formação da cultura política norte-americana. O memorial oferece uma imponente homenagem a Thomas Jefferson e suas contribuições fundamentais para os ideais democráticos nos Estados Unidos.                                                       |                                               |                      |                         |
| Memorial Nacional De Soto                        | Portão de madeira com vista ao oceano | Bradenton 27° 31′ N, 82° 38′ O                | Flórida              | 11 de março de 1948     |
| Memorial Nacional De Soto                        | Hernando de Soto liderou a primeira tentativa de exploração do Sudeste estadunidense em busca de riquezas minerais, como ouro e prata. A expedição de Soto enfrentou forte resistência de comunidades nativas até a sua própria morte no rio Mississippi em 1542. O memorial demarca o local de sua ancoragem na Baía de Tampa em 1539 e inclui um cenário reconstruído de como teria sido este entreposto. |                                               |                      |                         |
| Memorial Nacional Coronado                       | Vale desértico com árvores e desfiladeiros | Sierra Vista 31° 20′ N, 110° 15′ O            | Arizona              | 5 de novembro de 1952   |
| Memorial Nacional Coronado                       | O parque situado num vale desértico representa o primeiro local alcançado pelas expedições exploratórias de Francisco Vázquez de Coronado que culminaram na colonização do Sudoeste estadunidense. As expedições de Coronado alcançaram o Grande Canyon e estabeleceram o primeiro contato europeu com comunidades nativas do Arizona ao Kansas atuais. |                                               |                      |                         |
| Memorial Nacional Forte Caroline                 | Monumento cercado por árvores com vista ao mar | Jacksonville 30° 23′ 10″ N, 81° 29′ 53″ O     | Flórida              | 16 de janeiro de 1953   |
| Memorial Nacional Forte Caroline                 | O local designado como memorial nacional abriga uma reconstrução do Forte Caroline, estabelecido originalmente pelos colonizadores franceses em 1685. A fortificação recebeu este nome em homenagem ao rei francês Carlos IX e tornou-se um refúgio para os huguenotes na América do Norte. Pouco tempo depois, os colonizadores espanhóis fundaram a cidade de Saint Augustine nas proximidades e lideraram um ataque contra o forte que resultou na morte de dezenas de franceses, incluindo o líder e navegador Jean Ribault. |                                               |                      |                         |
| Memorial Nacional Irmãos Wright                  | Monumento de concreto ao anoitecer | Kill Devil Hills 36° 00′ 50″ N, 75° 40′ 05″ O | Carolina do Norte    | 4 de dezembro de 1953   |
| Memorial Nacional Irmãos Wright                  | O monumento consiste em uma colossal escultura representando uma asa no centro da cidade de Kill Devil Hills, na Carolina do Norte. O complexo celebra os esforços dos irmãos Wilbur e Orville Wright que culminaram no primeiro voo da Wright Flyer em 1903, sendo este feito creditado por grande parte dos estudiosos como o primeiro voo aéreo motorizado da história mundial. O memorial inclui diversas informações e acervo retratando outros esforços de inventores e pesquisadores que contribuíram para o desenvolvimento da aviação civil. |                                               |                      |                         |
| Memorial Nacional Arlington House, Robert E. Lee | Mansão em estilo georgiano | Rosslyn 38° 52′ 52″ N, 77° 04′ 23″ O          | Virgínia             | 25 de junho de 1955     |
| Memorial Nacional Arlington House, Robert E. Lee | Esta mansão em estilo georgiano foi construída por George Washington Parke Custis, enteado e filho afetivo de George Washington, como um memorial ao legado de seu pai. Após sua morte, a propriedade passou a ser administrada por seu genro, Robert E. Lee, que ascendeu ao posto de comandante do Exército dos Estados Confederados. Durante a Guerra Civil Americana, a região do entorno foi tomada pelo governo estadunidense e transformada em uma ampla necrópole militar nacional. |                                               |                      |                         |
| Memorial Nacional Federal Hall                   | Edifício neoclássico em centro urbano | Nova Iorque 40° 42′ 25″ N, 74° 00′ 36″ O      | Nova Iorque          | 11 de agosto de 1955    |
| Memorial Nacional Federal Hall                   | Este edifício em estilo neoclássico situa-se na Wall Street, centro financeiro de Manhattan, em Nova Iorque, e foi a primeira sede do Congresso dos Estados Unidos nos anos seguintes à independência do país. O prédio foi palco do Congresso da Confederação em 1781 e da subsequente posse presidencial de George Washington em 1789. |                                               |                      |                         |
| Memorial Nacional General Grant                  | Edifício neoclássico com colunas dóricas e uma rotunda | Nova Iorque 40° 48′ 47″ N, 73° 57′ 47″ O      | Nova Iorque          | 1 de maio de 1959       |
| Memorial Nacional General Grant                  | O memorial consiste em um amplo mausoléu em estilo neoclássico inspirado no Mausoléu de Halicarnass e celebra o legado político de Ulysses S. Grant, general do Exército da União e presidente dos Estados Unidos. Grant liderou os esforços da União durante a Guerra Civil Americana e é creditado pela maioria dos estudiosos deste período como o principal oponente de Robert E. Lee. Durante sua presidência, os Estados Unidos adentraram o período da Reconstrução, marcado principalmente pela unificação nacional, expansão ao Oeste e o estabelecimento de relações favoráveis com as Primeiras Nações. |                                               |                      |                         |
| Memorial Nacional Arkansas Post                  | Wooden posts in a semicircle around information boards and a cannon | Gillett 34° 01′ N, 91° 21′ O                  | Arkansas             | 6 de julho de 1960      |
| Memorial Nacional Arkansas Post                  | O Poste de Arkansea (atual Arkansas Post) foi fundado em 1686 pelo explorador francês Henri de Tonti como um entreposto comercial da Nova França, sendo a primeira colônia europeia no Vale do Mississippi. O entorno do entreposto evoluiu gradualmente para uma colônia e foi palco de tensões entre comunidades nativas e colonos europeus. Em 1763, a região foi integrada à Nova Espanha e passou ao controle dos Estados Unidos após a Compra da Luisiana em 1893. |                                               |                      |                         |
| Memorial Nacional Lincoln Boyhood                | Cabana de madeira na floresta | Lincoln City 38° 06′ 47″ N, 86° 59′ 46″ O     | Indiana              | 19 de fevereiro de 1962 |
| Memorial Nacional Lincoln Boyhood                | A área do memorial funciona como um museu vivo sobre os primeiros anos e juventude de Abraham Lincoln, o presidente dos Estados Unidos nos anos marcados pela Guerra Civil Americana. O museu reúne a casa que serviu de residência à sua família, instalações utilizadas por Lincoln em sua atividades profissionais e o local de sepultamento de alguns de seus familiares. O local retrata especificamente o período da juventude de Lincoln, quando sua família emigrou do Kentucky para Indiana em 1816 e onde ele permaneceu até os 21 anos de idade. |                                               |                      |                         |
| Memorial Nacional Inundação de Johnstown         | Luminárias de papel sobre um gramado | Johnstown 40° 21′ 00″ N, 78° 46′ 16″ O        | Pensilvânia          | 31 de agosto de 1964    |
| Memorial Nacional Inundação de Johnstown         | O memorial reúne edificios históricos e centros de visitantes que abrigam informações importantes sobre a Inundação de Johnstown de 1889 que vitimou milhares de habitantes locais após o rompimento da barragem de South Fork. O evento continua figurando como o terceiro maior destarte natural da história dos Estados Unidos em número total de perdas de vidas humanas. |                                               |                      |                         |
| Memorial Nacional Roger Williams                 | Jardim com flores amarelas | Providence 41° 49′ 52″ N, 71° 24′ 40″ O       | Rhode Island         | 22 de outubro de 1965   |
| Memorial Nacional Roger Williams                 | O memorial abriga o local de sepultamento do ministro puritano Roger Williams. Williams foi o fundador da Colônia de Rhode Island após sua expulsão da Colônia da Baía de Massachusetts por suas visões de liberdade religiosa e separação entre igreja e Estado. O memorial celebra seu impacto duradouro sobre os ideais de liberdade civil alimentados na cultura do estado e dos Estados Unidos, de maneira mais ampla. |                                               |                      |                         |
| Memorial Nacional Theodore Roosevelt Island      | Estátua de bronze em meio a praça com bancos e cercada por bosques | Washington, D.C. 38° 53′ 49″ N, 77° 03′ 50″ O | Distrito de Colúmbia | 27 de outubro de 1967   |
| Memorial Nacional Theodore Roosevelt Island      | O memorial compreende uma ilha no rio Potomac que inclui uma série de parques, bosques públicos e áreas recreativas além de uma praça pública em memória de Theodore Roosevelt, presidente dos Estados Unidos na década de 1910. Antes de sua entrada na vida pública, Roosevelt liderou os Rough Riders durante a Guerra Hispano-Americana (1898). Posteriormente, assumiu diversos cargos públicos até sua chegada à Casa Branca. Sua presidência foi marcada pelo incentivo à concorrência de mercado, direitos laborais e do consumidor além da iniciativa de estabelecer diversas formas de preservação ambiental e cultural, como o Serviço Florestal e os Monumentos Nacionais. |                                               |                      |                         |
| Memorial Nacional Tadeusz Kościuszko             | Casa de tijolos vermelhos | Filadélfia 39° 56′ 35″ N, 75° 08′ 49″ O       | Pensilvânia          | 21 de outubro de 1972   |
| Memorial Nacional Tadeusz Kościuszko             | O memorial celebra o legado de Tadeusz Kościuszko um imigrante polonês que alistou-se no Exército Continental no âmbito da Guerra Revolucionária Americana. Kościuszko liderou vários projetos de construção de fortificações e, posteriormente, assumiu o comando de batalhões do Exército Continental. Após retornar à Comunidade Polaco-Lituana e liderar uma rebelião malsucedidacontra a ocupação russa em 1794, Kościuszko retornou aos Estados Unidos e passou a residir nesta casa na cidade de Filadélfia. Atualmente, o memorial funciona como uma casa-museu dedicada ao legado de Kościuszko e representa a menor unidade do Serviço Nacional de Parques em termos de área designada. |                                               |                      |                         |
| Memorial Nacional Vitória de Perry               | Coluna dórica cercada por parques ajardinados | Put-in-Bay 41° 39′ 14″ N, 82° 48′ 40″ O       | Ohio                 | 26 de outubro de 1972   |
| Memorial Nacional Vitória de Perry               | O memorial consiste em um mausoléu que abriga restos mortais de militares estadunidenses e britânicos e celebra a vitória dos estadunidenses sob a liderança do Comodoro Oliver Hazard Perry na Batalha do Lago Erie (1813) durante a Guerra de 1812. O ponto focal do complexo de jardins e estátuas é uma torre em estilo dórico de 107 metros de altura que sustenta um chama eterna comemorativa. |                                               |                      |                         |
| Memorial Nacional Chamizal                       | Amplo parque com árvores | El Paso 31° 46′ N, 106° 27′ O                 | Texas                | 4 de fevereiro de 1974  |
| Memorial Nacional Chamizal                       | O local abriga um museu sobre as disputas territoriais ao longo da fronteira mexicano-americana, especificiamente no contexto do desenvolvimento das cidades de El Paso e Ciudad Juárez. As disputas emergiram em meados do século XIX sobre a posse do rio Grande e persistiram até 1964 quando uma comunidade foi transferida de local e águas do rio foram recanalizadas. |                                               |                      |                         |
| Memorial Nacional Lyndon Baines Johnson          | Monólito de granito em parque ajardinado | Washington, D.C. 38° 52′ 37″ N, 77° 03′ 00″ O | Distrito de Colúmbia | 27 de setembro de 1974  |
| Memorial Nacional Lyndon Baines Johnson          | O memorial é dedicado ao legado político de Lyndon B. Johnson, presidente dos Estados Unidos após o assassinato de John F. Kennedy em 1963. O local é composto por um amplo parque natural com jardins, trilhas e lagos no Condado de Arlington, Virgínia, e serve também como local de sepultamento do ex-presidente. O monumento a Johnson especificamente consiste em uma tumba demarcada por um monólito de granito cercado de flores. Situado numa ilha do rio Potomac nas proximidades do Pentágono, o memorial compõe o complexo de monumentos nacionais do National Mall. |                                               |                      |                         |
| Memorial Nacional Veteranos do Vietname          | Parede de granito escuro com nomes em relevo | Washington, D.C. 38° 53′ 28″ N, 77° 02′ 53″ O | Distrito de Colúmbia | 13 de novembro de 1982  |
| Memorial Nacional Veteranos do Vietname          | O Memorial aos Veteranos do Vietnã compreende um conjunto monumental de esculturas, paredões de granitos e elaborados jardins dentro do National Mall de Washington, D.C. O memorial celebra o legado militar estadunidense durante a Guerra Fria e promove reflexão pública sobre os 3 milhões de soldados estadunidenses enviados para a Guerra do Vietnã (1955-1975) como parte de uma campanha pública nacional para refrear o estabelecimento de regimes socialistas no sudeste asiático. O monumento, em si, é composto por paredes refletivas de granito escuro que se estendem em vários terraços de jardins contendo os nomes dos 58.320 estadunidenses que morreram durante o conflito. |                                               |                      |                         |
| Memorial Nacional Hamilton Grange                | Residência em estilo federalista com varandas e pórticos | Nova Iorque 40° 49′ 16″ N, 73° 56′ 49″ O      | Nova Iorque          | 19 de novembro de 1988  |
| Memorial Nacional Hamilton Grange                | O memorial é uma mansão em estilo federalista que serviu de residência a Alexander Hamilton nos anos finais de sua vida. Um dos Pais Fundadores, Hamilton foi um dos principais promotores da elaboração da Constituição dos Estados Unidos e serviu como o primeiro Secretário do Tesouro durante a presidência de George Washington, estabelecendo as bases da política econômica do país. Hamilton morreu após um notório duelo contra Aaron Burr em 1804 e o local, situado no bairro histórico de Hamilton Heights, continuou a ser residência de sua família por cerca de três décadas. |                                               |                      |                         |
| Memorial Nacional Port Chicago                   | | Clyde 38° 03′ 22″ N, 122° 01′ 48″ O           | Califórnia           | 28 de outubro de 1992   |
| Memorial Nacional Port Chicago                   | O memorial, situado nas margens da Baía de Suisun, funciona como um museu vivo que relembra a tragédia de Port Chicago de 1944. Na ocasião, 430 toneladas de munição explodiram enquanto eram transferidas para navios de carga, resultando na morte de mais de 300 trabalhadores militares. Como resultado, os trabalhadores se amotinaram e boicotaram os termos de trabalho, acarretando em uma série de medidas repressivas pelas autoridades. A maioria das vítimas eram cidadãos afro-americanos, o que levou a um debate em nível nacional sobre a segregação racial e condições de trabalhos degradantes nas Forças Armadas do país. |                                               |                      |                         |
| Memorial Nacional Veteranos da Guerra da Coreia  | Mastro de bandeira em jardim cercado por árvores | Washington, D.C. 38° 53′ 17″ N, 77° 02′ 53″ O | Distrito de Colúmbia | 27 de julho de 1995     |
| Memorial Nacional Veteranos da Guerra da Coreia  | O memorial consiste em um amplo complexo de jardins, fontes de água e esculturas que refletem o duradouro impacto cultural e político da Guerra da Coreia (1950-1953), bem como celebra os esforços de 36 mil soldados norte-americanos mortos durante o conflito. O memorial situa-se no West Potomac Park, uma área recreativa público adjacente ao National Mall, nas proximidades de outros memoriais nacionais como o Lincoln Memorial e o Martin Luther King Jr. Memorial. |                                               |                      |                         |
| Memorial Nacional Franklin Delano Roosevelt      | | Washington D.C. 38° 52′ 59″ N, 77° 02′ 35″ O  | Distrito de Colúmbia | 2 de maio de 1997       |
| Memorial Nacional Franklin Delano Roosevelt      | O memorial que comemora o legado do presidente Franklin Delano Roosevelt consiste em um grande conjunto de jardins e lagos artificiais representando os diversos mandatos políticos assumidos por Roosevelt ao longo de sua vida pública. Roosevelt foi o presidente norte-americano durante a Grande Depressão e a Segunda Guerra Mundial, liderando esforços conjuntos do povo estadunidense em períodos de grandes desafios político-sociais internos. |                                               |                      |                         |
| Memorial Nacional Segunda Guerra Mundial         | Fonte artificial com chafarizes cercada por colunas e cenotáfios | Washington, D.C. 38° 53′ 20″ N, 77° 02′ 24″ O | Distrito de Colúmbia | 29 de maio de 2004      |
| Memorial Nacional Segunda Guerra Mundial         | O Memorial Nacional da Segunda Guerra Mundial foi construído no início da década de 2000 como uma iniciativa do governo estadunidense em promover uma reflexão pública sobre o legado de 16 milhões de veteranos que serviram durante a Segunda Guerra Mundial de 1941 a 1945, bem como militares dos Aliados que combateram as Potências do Eixo. O memorial, que consiste em uma grande fonte cercada por arcos triunfais (representando o Teatro Europeu e o Teatro do Pacífico) e 56 pilares de concreto que simbolizam os estados e territórios americanos, é um ponto focal localizado entre o lago do Lincoln Memorial e o Monumento a Washington. No centro do lago artificial, ergue-se um mural de granito com 4.048 estrelas douradas representando os aproximadamente 400.800 mortos no conflito.                                                      |                                               |                      |                         |
| Memorial Nacional Martin Luther King Jr.         | Monólitos de granito em parque ajardinado com lago artificial | Washington, D.C. 38° 53′ 10″ N, 77° 02′ 38″ O | Distrito de Colúmbia | 28 de agosto de 2011    |
| Memorial Nacional Martin Luther King Jr.         | O memorial é formado por um complexo de jardins, estátuas e esculturas de granito com inscrições em relevo de discursos notórios de Martin Luther King Jr.. Um teólogo e pastor batista de Atlanta, King emergiu como um dos principais líderes vocais do Movimento pelos direitos civis dos negros nas décadas de 1950 e 1960. Seus esforços de liderança do movimento resultaram em uma maior visibilidade das questões impactadas pelo sistema de segregação racial que vigorava no país até então. O memorial situa-se nas proximidades do Lincoln Memorial, local onde King liderou a Marcha sobre Washington e proclamou seu discurso "I Have a Dream" em 1963. |                                               |                      |                         |
| Memorial Nacional Voo 93                         | Parede de granito com nomes inscritos | Johnstown 40° 03′ 18″ N, 78° 54′ 04″ O        | Pensilvânia          | 10 de setembro de 2011  |
| Memorial Nacional Voo 93                         | A área deste memorial abrange o local de impacto do quarto avião sequestrado durante os ataques terroristas de 11 de setembro de 2001, considerados até os dias atuais como o maior atentado terrorista em solo estadunidense. A aeronave, que era endereçada ao Pentágono no Condado de Arlington, colidiu com o solo após os passageiros se rebelarem contra seus sequestradores. O memorial consiste em uma parede de granito sobre a qual estão gravados os nomes das vítimas do atentado, um monumento chamado Tower of Voices ("Torre das Vozes") e um amplo centro de visitantes. |                                               |                      |                         |
| Memorial Nacional Primeira Guerra Mundial        | Praça com fontes e jardins | Washington, D.C. 38° 53′ 46″ N, 77° 01′ 59″ O | Distrito de Colúmbia | 9 de dezembro de 2014   |
| Memorial Nacional Primeira Guerra Mundial        | O Memorial Nacional da Primeira Guerra Mundial consiste em uma ampla praça com fontes e esculturas e jardins que celebram o legado social, político e cultural deixado pela entrada dos Estados Unidos na Primeira Guerra Mundial em 1917. O monumento, que se situa numa formada pela bifurcação da Avenida Pensilvânia e comemora também a perda de cerca de 2,8 milhões de membros das Forças Expedicionárias Americanas que lutaram na Europa até o final da Primeira Guerra Mundial. Originalmente chamado de "Pershing Park" em honra ao general John Pershing, o memorial passou a ser reformado em 2019 para ser transformado em uma praça com diversos monumentos comemorativos que ressaltam 53 mil vidas humanas perdidas durante o conflito. |                                               |                      |                         |
| Memorial Nacional Pearl Harbor                   | Navio-museu em baía de águas cristalinas | Oahu 21° 22′ N, 157° 57′ O                    | Havaí                | 12 de março de 2019     |
| Memorial Nacional Pearl Harbor                   | O Memorial Nacional de Pearl Harbor destaca a memória das vidas de mais de 2,400 militares e civis perdidas durante o Ataque a Pearl Harbor em 1941. O evento, decorrente de um ataque repentino avassalador das forças imperiais japonesas, culminou na entrada efetiva dos Estados Unidos na Segunda Guerra Mundial e resultou na destruição total dos navios USS Arizona, USS Utah e USS Oklahoma. Seus respectivos naufrágios foram transformados em centros memoriais pelo governo estadunidense que abrigam um testemunho notório dos efeitos socioculturais das Guerras Mundiais. |                                               |                      |                         |
| Memorial Nacional Dwight D. Eisenhower           | | Washington, D.C. 38° 53′ N, 77° 01′ O         | Distrito de Colúmbia | 17 de setembro de 2020  |
| Memorial Nacional Dwight D. Eisenhower           | O complexo arquitetônico celebra o legado de Dwight D. Eisenhower, o Comandante das Forças Expedicionárias Aliadas durante a Segunda Guerra Mundial e, posteriormente, o 34º Presidente dos Estados Unidos na década de 1950. Os principais feitos de Eisenhower incluem o encerramento de medidas segregatícias no ensino público estadunidense, a criação do Sistema Nacional de Rodovias e o Armistício Coreano. |                                               |                      |                         |

### Áreas afiliadas
Atualmente, há cinco monumentos nacionais em todo o território estadunidense que não foram criados por decreto do Congresso dos Estados Unidos e, portanto, não são administrados diretamente pelo Governo Federal. Essas "áreas afiliadas" não integram o quadro oficial de Memoriais Nacionais, mas contam com apoio logístico, administrativo e eventuais recursos e equipamentos fornecidos pelo Serviço Nacional de Parques para o seu funcionamento.
| Memorial                                    | Imagem | Localização                                | Localização            | Inauguração            |
| Memorial                                    | Imagem | Localidade próxima                         | Estado                 | Inauguração            |
| ------------------------------------------- | --- | ------------------------------------------ | ---------------------- | ---------------------- |
| Memorial Nacional Benjamin Franklin         | Estátua de figura masculina olhando fixamente à frente | Filadélfia 39° 57′ 29″ N, 75° 10′ 23″ O    | Pensilvânia            | 25 de outubro de 1972  |
| Memorial Nacional Benjamin Franklin         | O Memorial Nacional a Benjamin Franklin é composto por uma estátua de granito de 6 metros de altura de autoria do escultor James Earle Fraser, notório por conceber diversas outras estátuas de figuras políticas estadunidenses. A obra situa-se no centro da rotunda do Instituto Franklin, um renomado museu de ciências e centro cultural fundado em 1824 com a finalidade de preservar e estudar o legado científico de Benjamin Franklin. Além de ter sido um dos principais líderes do movimento revolucionário estadunidense, Franklin destacou-se como pesquisador e inventor de diversos mecanismos utilizados em todo o mundo até os dias atuais, como os lentes bifocais, o para-raios e a lareira moderna. |                                            |                        |                        |
| Memorial Nacional Padre Marquette           | Capela de madeira e alvenaria cerca de jardins | St. Ignace 45° 51′ 11″ N, 84° 43′ 34″ O    | Michigan               | 20 de dezembro de 1975 |
| Memorial Nacional Padre Marquette           | O Memorial Nacional Padre Marquette está localizado no interior do Parque Estadual dos Estreitos de Mackinac, no norte do Michigan, e preserva a memória dos esforços do padre jesuíta Jacques Marquette cujas missões exploratórias tinham como objetivo evangelizar populações indígenas da região. Marquette eventualmente uniu esforços com o explorador Louis Jolliet e ambos tornaram-se os primeiros europeus a explorar e mapear a região do Vale Superior do Mississippi, fundando diversas cidades que persistem até os dias atuais, como St. Ignace e Sault Ste. Marie. O memorial consiste em uma capela de madeira com vistas para a Ponte de Mackinac.                                                    |                                            |                        |                        |
| Memorial Nacional Parque Memorial Americano | Pedestal com mastros de bandeiras cercado por um pátio com gramado | Garapã 15° 12′ 58″ N, 145° 43′ 19″ L       | Marianas Setentrionais | 18 de agosto de 1978   |
| Memorial Nacional Parque Memorial Americano | O Parque Memorial Americano trata-se de um memorial nacional comemorativo localizado na região litorânea da Ilha de Saipã, no Território Livremente Associado das Ilhas Marianas Setentrionais. O monumento propõe uma reflexão sobre a perda de milhares de cidadãos estadunidenses e chamorros durante as batalhas de Saipã e Tinian, inseridas no contexto da Campanha nas Ilhas Marianas e Palau, em 1944. A vitória dos Estados Unidos encerrou o domínio do Império do Japão sobre o Arquipélago das Marianas. |                                            |                        |                        |
| Memorial Nacional Patrick Henry em Red Hill | Gramado com casa colonial ao fundo | Lynchburg 37° 01′ 55″ N, 78° 53′ 53″ O     | Virgínia               | 12 de maio de 1986     |
| Memorial Nacional Patrick Henry em Red Hill | O Memorial Nacional de Patrick Henry engloba a propriedade "Red Hill" que pertenceu a Patrick Henry, líder militar e político e um dos principais Pais Fundadores dos Estados Unidos. Henry ocupou esta residência nos anos finais de sua vida, quando passou a investir em agricultura criando uma plantação de tabaco e algumas instalações para moradia de escravizados. A propriedade, além de fornecer informações preciosas sobre o legado de Henry, também serve como um relevante testemunho arquitetônico e visual da sociedade latifundiária estadunidense do século XVII, fortemente dependente da mão-de-obra escravizada e das exportações agrícolas.                                                      |                                            |                        |                        |
| Memorial Nacional Oklahoma City             | Portão de bronze sobre espelho d'água | Oklahoma City 35° 28′ 23″ N, 97° 31′ 01″ O | Oklahoma               | 19 de abril de 2000    |
| Memorial Nacional Oklahoma City             | O Memorial Nacional de Oklahoma City abrange um grande complexo memorial no centro de Oklahoma City, capital do estado homônimo propõe a reflexão coletiva sobre as 168 pessoas mortas e outras 630 feridas nos atentados terroristas que destruíram parte do centro financeiro da cidade em 1995. O memorial consiste em um espelho d'água no local onde se situava o Edifício Federal Alfred P. Murray, que foi totalmente destruído pelo atentado. Há ainda dois portões de bronze, os "Portões do Tempo" (The Gates of Time), simbolizando os momentos antes e depois do atentado e um gramado com esculturas de cadeiras vazias de metal simbolizando as vítimas do evento.                                        |                                            |                        |                        |

## Localização dos Memoriais Nacionais
| Arizona - Memorial Nacional Coronado Arkansas - Memorial Nacional de Arkansas Post Califórnia - Memorial Nacional de Port Chicago Dakota do Sul - Memorial Nacional do Monte Rushmore Distrito de Colúmbia - Jefferson Memorial - Franklin Delano Roosevelt Memorial - Martin Luther King Jr. Memorial - Memorial dos Veteranos da Guerra da Coreia - Monumento a Washington - Memorial Nacional da Primeira Guerra Mundial | - Memorial Nacional da Segunda Guerra Mundial - Lincoln Memorial - Memorial Nacional aos Veteranos do Vietname - Memorial Nacional Theodore Roosevelt Island - Memorial Dwight D. Eisenhower Flórida - Memorial Nacional De Soto Havaí - Memorial Nacional de Pearl Harbor Iowa - Memorial Nacional Lincoln Boyhood Nova Iorque - Federal Hall - Memorial Nacional General Grant | - Memorial Nacional Hamilton Grange Carolina do Norte - Memorial Nacional Irmãos Wright Ohio - Memorial Nacional da Vitória de Perry Pensilvânia - Memorial Nacional Tadeusz Kościuszko - Memorial Nacional do Voo 93 - Memorial Nacional de Johnstown Rhode Island - Memorial Nacional Roger Williams Texas - Memorial Nacional de Chamizal Virgínia - Arlington House, Memorial Nacional de Robert E. Lee |